# Frans Drion
Franciscus Johannes Wilhelmus (Frans) Drion (Den Haag, 2 september 1874 - aldaar, 13 december 1948) was een Nederlands politicus. Namens de Bond van Vrije Liberalen was hij in de periode van 1913 tot 1922 lid van de Tweede Kamer der Staten-Generaal. 
Drion was voorafgaand aan zijn politieke loopbaan achtereenvolgens klerk, boekhouder en wiskundig adviseur. In de jaren 90 van de 19e eeuw voelde hij zich aangetrokken tot het anarchisme, wat onder meer tot uiting kwam door zijn medewerking aan het anarchistisch-communistische maandblad De Anarchist. In 1904 sloot hij zich aan bij de Kiesvereeniging De Grondwet en in 1906 bij de Bond van Vrije Liberalen.
In 1913 werd Drion voor het kiesdistrict Ridderkerk in de Tweede Kamer gekozen. Hij sprak in de Kamer onder meer over onderwijs, arbeid, financiën en visserij-aangelegenheden. In 1918 kreeg hij onvoldoende voorkeurstemmen voor een herverkiezing. In 1920 kwam Drion tussentijds alsnog terug in de Kamer. Een jaar later fuseerde zijn partij met enkele andere liberale partijen tot de Vrijheidsbond. Drion was bij de Tweede Kamerverkiezingen 1922 opnieuw verkiesbaar, maar stond te laag op de lijst om herkozen te worden.
Hierna was Drion directeur van het Nationaal Bureau voor Documentatie over Nederland en hoofdredacteur van het weekblad La Gazette de Hollande. In de Tweede Wereldoorlog was hij hoofdredacteur van het illegale orgaan De Toekomst. Na de oorlog sloot hij zich aan bij de SDAP, die in 1946 opging in de PvdA. In 1948 overleed Drion. 
Drion is de vader van de juristen Jan Drion en Huib Drion en grootvader van Coen Drion.